# Chalcosyrphus choui
Chalcosyrphus choui är en tvåvingeart som beskrevs av He och Chu 1992. Chalcosyrphus choui ingår i släktet mulmblomflugor, och familjen blomflugor. Inga underarter finns listade i Catalogue of Life.